# NGC 255
NGC 255 est une galaxie spirale intermédiaire située dans la constellation de la Baleine. Sa vitesse par rapport au fond diffus cosmologique est de 1 264 ± 23 km/s, ce qui correspond à une distance de Hubble de 18,6 ± 1,4 Mpc (∼60,7 millions d'al). NGC 255 a été découverte par l'astronome germano-britannique William Herschel en 1785.
La classe de luminosité de NGC 255 est II-III et elle présente une large raie HI.
En raison d'une brillance de surface égale à 14,21 mag/am2, on peut qualifier NGC 255 de galaxie à faible brillance de surface (LSB en anglais pour low surface brightness). Les galaxies LSB sont des galaxies diffuses (D) avec une brillance de surface inférieure de moins d'une magnitude à celle du ciel nocturne ambiant.
À ce jour, cinq mesures non basées sur le décalage vers le rouge (redshift) donnent une distance de 18,140 ± 1,457 Mpc (∼59,2 millions d'al), ce qui est à l'intérieur des valeurs de la distance de Hubble.